# Arbeiterkammer Oberösterreich

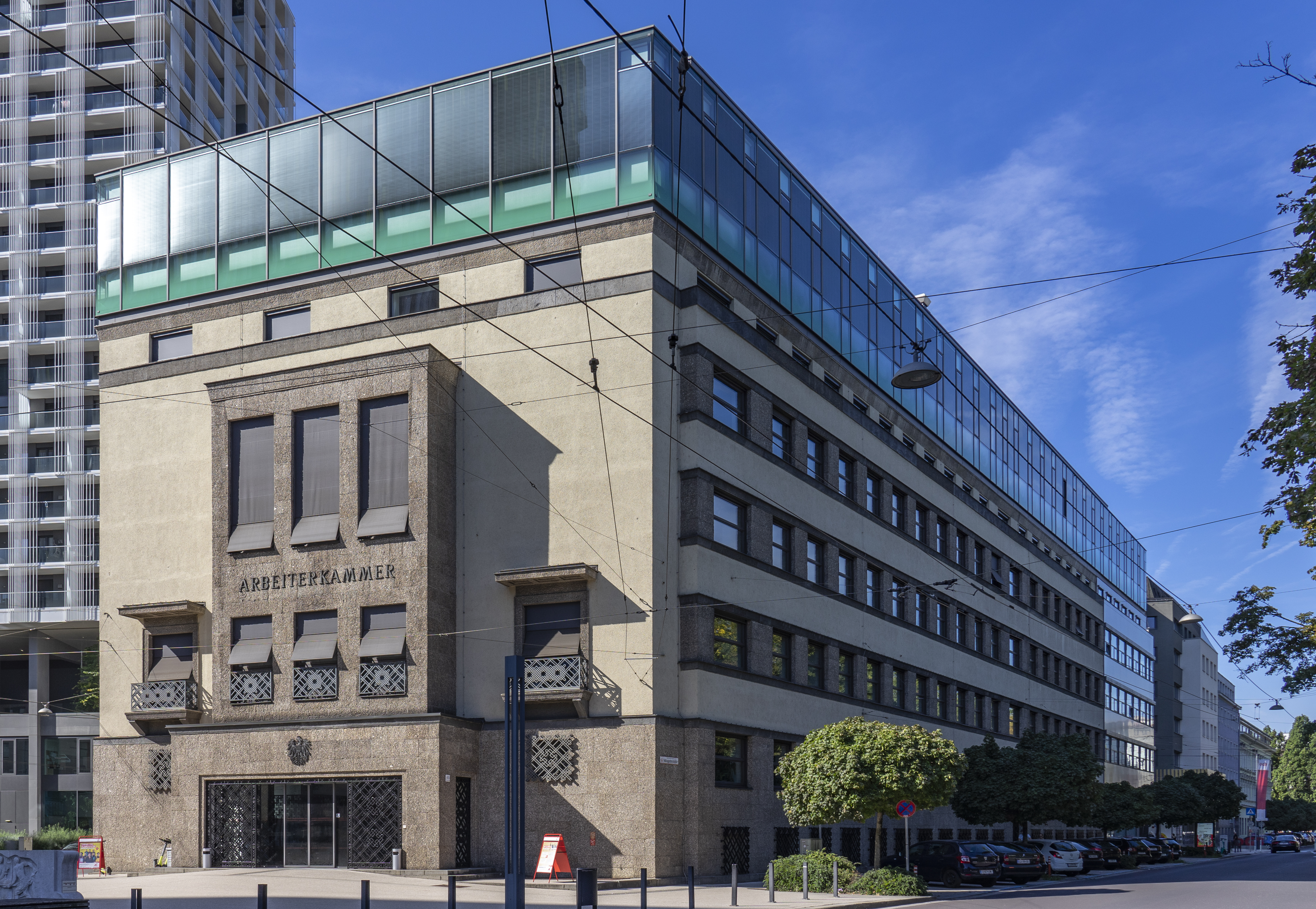
AK-Gebäude Linz

Die Arbeiterkammer Oberösterreich (AKOÖ) ist die gesetzliche Interessenvertretung für mehr als 650.000 Arbeitnehmer/-innen im Bundesland Oberösterreich.

## Gesetzliche Grundlage und Organisation
Das Arbeiterkammergesetz aus dem Jahr 1992 bildet die Grundlage für die Tätigkeit der Arbeiterkammer Oberösterreich. Die AKOÖ ist eine von 9 Länderkammern (Kammer für Arbeiter und Angestellte) und entsendet Delegierte zum Bundesarbeitskammertag.
Die Arbeiterkammer ist eine Körperschaft Öffentlichen Rechts, sie agiert ohne staatliche Eingriffe und basiert auf der Selbstverwaltung ihrer Mitglieder. Alle 5 Jahre wählen die AK-Mitglieder 110 Kammerräte. Diese bilden die Vollversammlung der AKOÖ, die ihrerseits Präsident, Vizepräsident und Vorstand wählen. Die Vollversammlung beschließt Finanzgebarung und politische Richtlinien. Sie tritt zweimal pro Jahr zu einer Sitzung zusammen.
Nach der letzten AK-Wahl in Oberösterreich im März 2024 setzt sich die Vollversammlung aus 75 Kammerrätinnen und Kammerräten der Fraktion Sozialdemokratischer Gewerkschafter/-innen (FSG), 16 der Freiheitlichen Arbeitnehmer/-innen (FA), 12 des Österreichischen Arbeiter- und Angestelltenbundes (ÖAAB-FCG), 4 der Alternativen und Unabhängigen Arbeitnehmer/-innen (AUGE), 2 der PFG sowie einem Mandatar des GLB zusammen.
Seit November 2021 ist Andreas Stangl (FSG) Präsident der Arbeiterkammer Oberösterreich. Er folgte auf Johann Kalliauer (FSG), der die Kammer von 2003 bis 2021 führte.
Die nächste Arbeiterkammerwahl in Oberösterreich findet voraussichtlich im Frühjahr 2029 statt.
Sitz der AKOÖ ist Linz. Die Arbeiterkammer Oberösterreich ist darüber hinaus mit 14 Bezirksstellen im Bundesland Oberösterreich vertreten. Bezirksstellen der Arbeiterkammer gibt es an folgenden Standorten: Braunau, Eferding, Freistadt, Gmunden, Grieskirchen, Kirchdorf, Perg, Ried/Innkreis, Rohrbach, Schärding, Steyr, Vöcklabruck, Traun und Wels.
Die Arbeiterkammer Oberösterreich beschäftigt derzeit rund 480 Mitarbeiter/-innen.
Die Arbeiterkammer finanziert sich ausschließlich über die Beiträge ihre Mitglieder. Der Beitrag (Kammerumlage) beträgt durchschnittlich 10 Euro pro Monat und Mitglied. Rund ein Sechstel der Mitglieder ist von der Kammerumlage befreit.

## Kernaufgaben der Arbeiterkammer Oberösterreich
Die Arbeiterkammer betreibt Interessenvertretung für alle Mitglieder.
Für das einzelne Mitglied steht ein breites Beratungs- und Serviceangebot zur Verfügung.

### Interessenvertretung
- Die AKOÖ ist in die Begutachtung von Gesetzen eingebunden. Ihr Ziel ist es, die Anliegen der Arbeitnehmer in den Gesetzen zu vertreten und zu berücksichtigen.
- Die AKOÖ ist Teil der Selbstverwaltung unter anderem von Arbeitsmarktservice, Pensionsversicherungsanstalt oder Krankenkasse.
- Die AKOÖ entsendet Laienrichter in die Arbeits- und Sozialgerichte.

### Serviceangebote
- Die Arbeiterkammer Oberösterreich bietet ihren Mitgliedern Beratung in Fragen des Arbeits- und Sozialrechts. Falls notwendig, werden die Mitglieder im Rahmen des kostenlosen Rechtsschutzes sowohl außergerichtlich als auch vor Gericht vertreten. Zudem vertritt die AKOÖ Arbeitnehmer auch in Insolvenzfällen und bietet besondere Beratung für Lehrlinge.
- Weitere Serviceangebote der Arbeiterkammer sind der Konsumentenschutz, Hilfe in Gleichbehandlungsfragen, Bildungsberatung als auch die Beratung von Einwanderung.
- Die Arbeiterkammer ist mit dem Berufsförderungsinstitut (bfi), dem Beruflichen Bildungs- und Rehabilitationszentrum (BBRZ) und den Volkshochschulen auch eine bedeutende Anbieterin von Aus- und Weiterbildung.
- Die AKOÖ erhebt seit 1997 den Österreichischen Arbeitsklima Index, der eine fundierte Datenbasis zur Situation der Arbeitnehmer in Österreich liefert.

### Leistungsbilanz 2024
Ein Schwerpunkt waren Beratungen wegen mangelnder Pensions- und Pflegegeldleistungen. Die Zahl der Insolvenzen und der davon betroffenen Beschäftigten nahm stark zu, im Konsumentenschutz dominierten weiter Energie- und Preisfragen, zunehmend gab es Anfragen bezüglich Phishing und zu Klagen wegen angeblicher Besitzstörung.

## Geschichte

### Gründung und Erste Republik
Die Vollversammlung der AKOÖ trat im Frühjahr 1921 erstmals zusammen. Damit wurde das vom Sozialreformer Ferdinand Hanusch (SDAP) vorgelegte Arbeiterkammergesetz umgesetzt.
Die Arbeiterkammer entwickelte sich in den 1920er Jahren zu einem bedeutenden Faktor der österreichischen Innenpolitik und schuf dadurch auch in Oberösterreich das notwendige Korrektiv zur Dominanz der Handelskammer.
Der austrofaschistische Ständestaat von 1934 bis 1938 unterbrach das Reformwerk der Arbeiterkammer und der Gewerkschaften. Nach heftigem Widerstand der Arbeiterbewegung in den Februarkämpfen in Linz und anderen Industriegebieten Oberösterreichs wurde die Demokratie in Österreich abgeschafft, Arbeiterkammer und Gewerkschaft verboten. Die Herrschaft der Nationalsozialisten von 1938 bis 1945 setzte diese Politik fort, wichtige Vertreter der Arbeiterbewegung wurden verfolgt.

### Aufschwung und Sozialpartnerschaft

#### Der Neubeginn
Die Arbeiterkammer Oberösterreich wurde im Frühjahr 1946 wiedergegründet. Am 11. Mai 1946 fand im alten Rathaus der Stadt Linz die konstituierende Sitzung statt. Präsident Heinrich Kandl (SPÖ) sowie die beiden Vizepräsidenten Franz Razinger (SPÖ) und Franz Kriz (ÖVP) legten damit den Grundstein für den erfolgreichen Wiederaufbau der Arbeiterkammer als auch des Landes Oberösterreich. In dieser ersten Vollversammlung waren neben Mandataren von SPÖ und ÖVP auch ein Mandatar der KPÖ vertreten.
Präsident Kandl betonte in seiner Antrittsrede das neue Selbstbewusstsein der Arbeitnehmer:

„Die ungeheuren Umwälzungen haben einen weltgeschichtlich bedeutsamen Machtaufschwung der Arbeiterklasse gebracht. Das Wesentliche ist, dass nicht mehr gegen das Proletariat regiert werden kann. Mit heutigem Tage beginnt ein neuer Abschnitt im Wirken unserer Arbeiterkammer. Wir wollen alle unser Bestes geben. In diesem Sinne darf ich alle, gleich welcher politischen Richtung sie angehören mögen, zur gemeinsamen und verständnisvollen Mitarbeit und Förderung einladen.“

#### Oktoberstreik und Wiederaufbau
Um die wirtschaftliche Entwicklung und den sozialen Ausgleich zu fördern, entwickelten Arbeiterkammer und Gewerkschaft gemeinsam mit Regierung und Vertretern von Bauern und Wirtschaft das System der Sozialpartnerschaft. Mit diesem System konnte sich Österreich zu einem sozialen, modernen und leistungsfähigen Staat entwickeln.
Der Wiederaufbau ging allerdings nicht ohne Härten und Konflikte vor sich. Um die wirtschaftliche Erholung nicht zu gefährden, wurden den Arbeitnehmerinnen und Arbeitnehmern große Opfer abverlangt. Die Lebens-Erhaltungskosten stiegen kontinuierlich, während die Einkommen niedrig blieben. Die Industrie konnte so investieren, Lohnabhängige mussten sich vorübergehend in Verzicht üben. Während die Spitzenvertreter der Arbeiterkammer diese Entwicklung akzeptierten, begann sich Unmut in der Arbeiterschaft breit zu machen.
Im Herbst 1950 kam es in weiten Teilen Österreichs zu Streiks, in Linz marschierten Arbeiter vor das AK-Gebäude und verlangten lautstark den Rücktritt von Präsident Kandl. Diese Aufforderung verhallte, in den darauffolgenden Tagen wurde die Streikbewegung als kommunistisch denunziert, der Einfluss der KPÖ auf die Arbeitnehmer in Oberösterreich ging stark zurück.
Die Entwicklung der nachfolgenden Jahrzehnte gab der damaligen Führung von Arbeiterkammer und Gewerkschaft recht. Die harten Nachkriegsjahre waren bald überwunden, die Arbeitnehmer konnten ihren Anteil am Wohlstand in Österreich ausbauen und sichern.

#### Die Arbeiterkammer heute
Die Arbeiterkammer ist integraler Bestandteil des österreichischen Systems der Sozialpartnerschaft. Im Vergleich zu den anderen Kammern (Landwirtschaftskammer, Wirtschaftskammer) hat die Arbeiterkammer das geringste Budget pro Mitglied, gleichzeitig aber die höchste Betreuungsquote. Jedem Mitarbeiter der Arbeiterkammer Oberösterreich stehen 1397 Mitglieder gegenüber, für jedes Mitglied hat die Arbeiterkammer ein Budget von rund 110 Euro zur Verfügung. Bei der Wirtschaftskammer ist jeder Mitarbeiter rechnerisch für 57 "Mitglieder" verantwortlich, pro "Mitglied" stehen der Wirtschaftskammer rund 2000 Euro zur Verfügung.
Die Sozialpartnerschaft in Österreich ist in den vergangenen Jahren verstärkt unter Druck geraten. Eine politikwissenschaftliche Betrachtung der Frage „Ist die Sozialpartnerschaft vorläufig am Ende?“ von Talos und Hinterseer meint zusammenfassend, dass sich die Rolle der Sozialpartner zuletzt grundlegend gewandelt hat, die jeweiligen politischen Machtverhältnisse seien zu einem entscheidenden Faktor geworden.
Die Arbeiterkammer erzielt seit Jahren in Umfragen unter der österreichischen Bevölkerung große Zustimmung und Vertrauen. Laut einer repräsentativen IFES-Umfrage aus dem Jahr 2018 halten 83 Prozent der Befragten die Arbeiterkammer für eine „sehr wichtige“ oder „wichtige“ Interessenvertretung. Hinsichtlich Vertrauen liegt die AK vor vergleichbaren Organisationen und Einrichtungen – wie etwa Wirtschaftskammer, Landesregierung oder den politischen Parteien.
Von 1977 bis 1993 verlieh die Arbeiterkammer Oberösterreich den Max-von-der-Grün-Preis, danach den Buch.Preis. Seit 2017 wird der AK-Literaturpreis vergeben.